# All-Ireland League Division 1A 2012-2013
L'Ulster Bank League - Division 1A 2012-2013 è stata la 23ª stagione del massimo campionato irlandese di rugby a 15.

Esso è stato organizzato come di consueto dalla IRFU.

La competizione è iniziata il 28 settembre 2012 ed è terminata il 20 aprile 2013.

Vi hanno partecipato 10 squadre; 6 provenivano dalla provincia di Munster e 4 dalla provincia di Leinster.

Il torneo è stato vinto dal Lansdowne Football Club per la 1ª volta nella sua storia.

## Squadre partecipanti
| Club              | Città    | Provincia | Stadio (capienza)                     | Stagione 2011-2012           |
| ----------------- | -------- | --------- | ------------------------------------- | ---------------------------- |
| Clontarf          | Dublino  | Leinster  | Clontarf Cricket Ground (3.200 spett) | 2° in Division 1A            |
| Cork Constitution | Cork     | Munster   | Temple Hill (1.000 spett)             | 4° in Division 1A            |
| Dolphin           | Cork     | Munster   | Musgrave Park (9.251 spett)           | 7° in Division 1A            |
| Garryowen         | Limerick | Munster   | Dooradoyle (1.500 spett)              | 6° in Division 1A            |
| Lansdowne         | Dublino  | Leinster  | Aviva Stadium (51.700 spett)          | 5° in Division 1A            |
| Old Belvedere     | Dublino  | Leinster  | Anglesea Road (1.000 spett)           | 9° in Division 1A            |
| Shannon           | Limerick | Munster   | Thomond Park (26.500 spett)           | 8° in Division 1A            |
| St. Mary’s        | Dublino  | Leinster  | Templeville Road (4.000 spett)        | Campione d'Irlanda in carica |
| UL Bohemian       | Limerick | Munster   | Thomond Park (26.500 spett)           | 1ª in Division 1B            |
| Young Munster     | Limerick | Munster   | Tom Clifford Park (1.500 spett)       | 3° in Division 1A            |

## Stagione Regolare

### Risultati
| Andata  | Andata | Prima giornata                 | Ritorno | Ritorno |  |
|         |        |                                |         |         |  |
| 28 set. | 19-3   | Garryowen-Dolphin              | 15-6    | 13 apr. |  |
| 28 set. | 9-16   | Old Belvedere-Lansdowne        | 34-18   | 12 apr. |  |
| 28 set. | 3-36   | Shannon-Young Munster          | 0-18    | 13 apr. |  |
| 29 set. | 22-20  | Cork Constitution-Clontarf     | 22-18   | 13 apr. |  |
| 29 set. | 17-13  | St. Mary's College-UL Bohemian | 3-15    | 13 apr. |  |

| Andata | Andata | Seconda giornata                 | Ritorno | Ritorno |  |
|        |        |                                  |         |         |  |
| 6 ott. | 13-23  | Clontarf-Garryowen               | 11-17   | 20 apr. |  |
| 6 ott. | 21-15  | Dolphin-Old Belvedere            | 26-40   | 20 apr. |  |
| 6 ott. | 23-15  | UL Bohemian-Cork Constitution    | 35-7    | 20 apr. |  |
| 6 ott. | 16-14  | Young Munster-St. Mary's College | 24-44   | 20 apr. |  |
| 7 ott. | 48-7   | Lansdowne-Shannon                | 19-38   | 20 apr. |  |

| Andata  | Andata | Terza giornata                  | Ritorno | Ritorno |  |
|         |        |                                 |         |         |  |
| 26 ott. | 9-29   | St. Mary's College-Lansdowne    | 6-35    | 16 mar. |  |
| 27 ott. | 35-10  | Clontarf-UL Bohemiam            | 47-7    | 16 mar. |  |
| 27 ott. | 21-20  | Cork Constitution-Young Munster | 10-9    | 16 mar. |  |
| 27 ott. | 34-15  | Garryowen-Old Belvedere         | 12-15   | 16 mar. |  |
| 27 ott. | 13-31  | Shannon-Dolphin                 | 17-32   | 16 mar. |  |

| Andata | Andata | Quarta giornata             | Ritorno | Ritorno |
|        |        |                             |         |         |
| 2 nov. | 16-12  | UL Bohemian-Garryowen       | 3-38    | 22 feb. |
| 3 nov. | 32-14  | Dolphin-St. Mary's College  | 18-20   | 23 feb. |
| 3 nov. | 22-25  | Lansdowne-Cork Constitution | 34-14   | 23 feb. |
| 3 nov. | 45-13  | Old Belvedere-Shannon       | 17-28   | 23 feb. |
| 3 nov. | 11-18  | Young Munster-Clontarf      | 10-35   | 23 feb. |

| Andata | Andata | Quinta giornata                  | Ritorno | Ritorno |  |
|        |        |                                  |         |         |  |
| 9 nov. | 18-20  | Clontarf-Lansdowne               | 25-32   | 30 mar. |  |
| 9 nov. | 18-13  | Cork constitution-Dolphin        | 27-24   | 29 mar. |  |
| 9 nov. | 12-6   | Garryowen-Shannon                | 12-16   | 30 mar. |  |
| 9 nov. | 16-18  | St. Mary's College-Old Belvedere | 13-25   | 30 mar. |  |
| 9 nov. | 14-16  | UL Bohemian-Young Munster        | 6-0     | 29 mar. |  |

| Andata  | Andata | Sesta giornata                  | Ritorno | Ritorno |  |
|         |        |                                 |         |         |  |
| 17 nov. | 18-20  | Dolphin-Clontarf                | 31-26   | 6 apr.  |  |
| 17 nov. | 36-13  | Lansdowne-UL Bohemian           | 42-7    | 23 mar. |  |
| 17 nov. | 44-13  | Old Belvedere-Cork Constitution | 32-37   | 23 mar. |  |
| 18 nov. | 3-10   | Shannon-St. Mary's College      | 20-27   | 6 apr.  |  |
| 18 nov. | 14-21  | Young Munster-Garryowen         | 14-20   | 22 mar. |  |

| Andata  | Andata | Settima giornata             | Ritorno | Ritorno |  |
|         |        |                              |         |         |  |
| 30 nov. | 14-13  | Clontarf-Old Belvedere       | 41-13   | 1° mar. |  |
| 1° dic. | 23-15  | Cork Constitution-Shannon    | 26-45   | 2 mar.  |  |
| 1° dic. | 28-20  | Garryowen-St. Mary's College | 15-25   | 2 mar.  |  |
| 1° dic. | 9-19   | UL Bohemian-Dolphin          | 9-27    | 2 mar.  |  |
| 1° dic. | 16-15  | Young Munster-Landdowne      | 17-37   | 2 mar.  |  |

| Andata | Andata | Ottava giornata             | Ritorno | Ritorno |
|        |        |                             |         |         |
| 4 gen. | 8-16   | UL Bohemian-Shannon         | 13-31   | 1° feb. |
| 5 gen. | 37-7   | Lansdowne-Dolphin           | 27-25   | 2 feb.  |
| 5 gen. | 14-20  | Cork Constitution-Garryowen | 21-18   | 2 feb.  |
| 5 gen. | 16-3   | St. Mary's College-Clontarf | 19-17   | 1° feb. |
| 5 gen. | 40-3   | Young Munster-Old Belvedere | 10-8    | 2 feb.  |

| \| Andata \| Andata \| Nona giornata \| Ritorno \| Ritorno \| \| \| \| \| \| \| \| 26 gen. \| 0-23 \| Garryowen-Lansdowne \| 22-34 \| 16 feb. \| \| 26 gen. \| 24-27 \| Old Belvedere-UL Bohemian \| 9-13 \| 16 feb. \| \| 26 gen. \| 14-20 \| Shannon-Clontarf \| 17-32 \| 16 feb. \| \| 26 gen. \| 13-22 \| St. Mary's College-Cork Constitution \| 30-12 \| 16 feb. \| \| 9 mar. \| 23-10 \| Dolphin-Young Munster \| 10-13 \| 16 feb. \| |        |                                      |         |         |
| Andata | Andata | Nona giornata                        | Ritorno | Ritorno |
| |        |                                      |         |         |
| 26 gen. | 0-23   | Garryowen-Lansdowne                  | 22-34   | 16 feb. |
| 26 gen. | 24-27  | Old Belvedere-UL Bohemian            | 9-13    | 16 feb. |
| 26 gen. | 14-20  | Shannon-Clontarf                     | 17-32   | 16 feb. |
| 26 gen. | 13-22  | St. Mary's College-Cork Constitution | 30-12   | 16 feb. |
| 9 mar. | 23-10  | Dolphin-Young Munster                | 10-13   | 16 feb. |

### Classifica
|                    |     | Squadra           | G  | V  | N | P  | PF  | PS  | DP   | Pt |
| ------------------ | --- | ----------------- | -- | -- | - | -- | --- | --- | ---- | -- |
| Irlanda (bandiera) | 1.  | Lansdowne         | 18 | 14 | 0 | 4  | 524 | 292 | +232 | 68 |
|                    | 2.  | Garryowen         | 18 | 11 | 0 | 7  | 338 | 269 | +69  | 50 |
|                    | 3.  | Clontarf          | 18 | 9  | 0 | 9  | 413 | 315 | +98  | 49 |
|                    | 4.  | Cork Constitution | 18 | 11 | 0 | 7  | 349 | 435 | -86  | 47 |
|                    | 5.  | Dolphin           | 18 | 8  | 0 | 10 | 366 | 349 | +17  | 42 |
|                    | 6.  | Young Munster     | 18 | 8  | 0 | 10 | 294 | 302 | -8   | 40 |
|                    | 7.  | Old Belvedere     | 18 | 7  | 0 | 11 | 379 | 392 | -13  | 40 |
|                    | 8.  | St. Mary’s        | 18 | 9  | 0 | 9  | 316 | 345 | -29  | 39 |
|                    | 9.  | Shannon           | 18 | 6  | 0 | 12 | 302 | 429 | -127 | 31 |
|                    | 10. | UL Bohemian       | 18 | 7  | 0 | 11 | 241 | 394 | -153 | 31 |

### Play off promozione / retrocessione
| Coonagh 4 maggio 2013, ore 14:30 BST | Shannon                 | 0 – 42 | UCD | \| Arbitro: \| Alain Rolland (Dublino) \| |
| Arbitro:                             | Alain Rolland (Dublino) |        |     |                                           |